# Trana
För andra betydelser, se Trana (olika betydelser).
Trana (Grus grus) är en fågel i familjen tranor (Gruidae) i ordningen tran- och rallfåglar (Gruiformes). Tranan är en stor långbent och långhalsad flyttfågel som häckar från Skandinavien och Östeuropa österut till norra Kina och östra Ryssland. På väg till sina häckningsplatser på våren uppsöker den specifikt utvalda lekplatser där den genomför en spektakulär parningsdans. Tranan har ett mycket stort utbredningsområde, en stor global population och kategoriseras som livskraftig av IUCN. Tranan förekommer i många myter, folkloristiska berättelser och som symbol.

## Utseende, fältkännetecken och läte

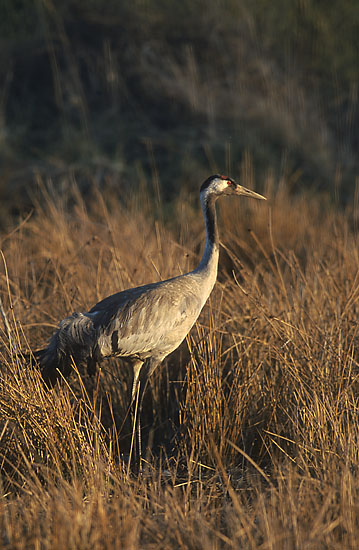
Adult trana på sin häckningsplats.

En adult trana är ungefär 115–130 cm lång, har ett vingspann på 200–230 cm och väger 4–6 kg. Hanen är generellt något större än honan. Dess fjäderdräkt är huvudsakligen grå. Kinder, nacke och hals är svarta, huvudets sidor bakom ögonen och på överhalsen vitaktiga. På hjässan har den en fjäderlös röd vårtaktig hudfläck som tranan varierar i färgintensitet och storlek med hjälp av sin kraftiga nackmuskel. Vingpennorna är svarta. De inre förlängda armpennorna har upplösta, krusiga fan, vilka bildar en krusig stjärtliknade fjäderbuske. Tranans egentliga stjärt är istället ganska kort.
Under häckningsperioden förekommer det att individer gnider in sina ryggfjädrar med järnoxidhaltig röd jord som en sorts kamouflage inför ruvningen. Denna rödbruna färg kan sitta kvar så länge som till nästkommande vår.
Den flyttar i flock och flyger då i V-formation. Tranan har ett högljutt nasalt och skorrande trumpetande läte.

## Utbredning och systematik
Tranan häckar i ett område som sträcker sig från Skandinavien och Östeuropa österut till norra Kina och östra Ryssland. Nästan alla populationer är flyttfåglar och de övervintrar på ett antal isolerade platser, Iberiska halvön, i nordvästra Afrika, i ett område i Sudan och Etiopien, Mellanöstern, Pakistan, Indien, Kina och på några platser i Sydostasien. Den har vid ett fåtal tillfällen observerats i Nordamerika.

### Systematik

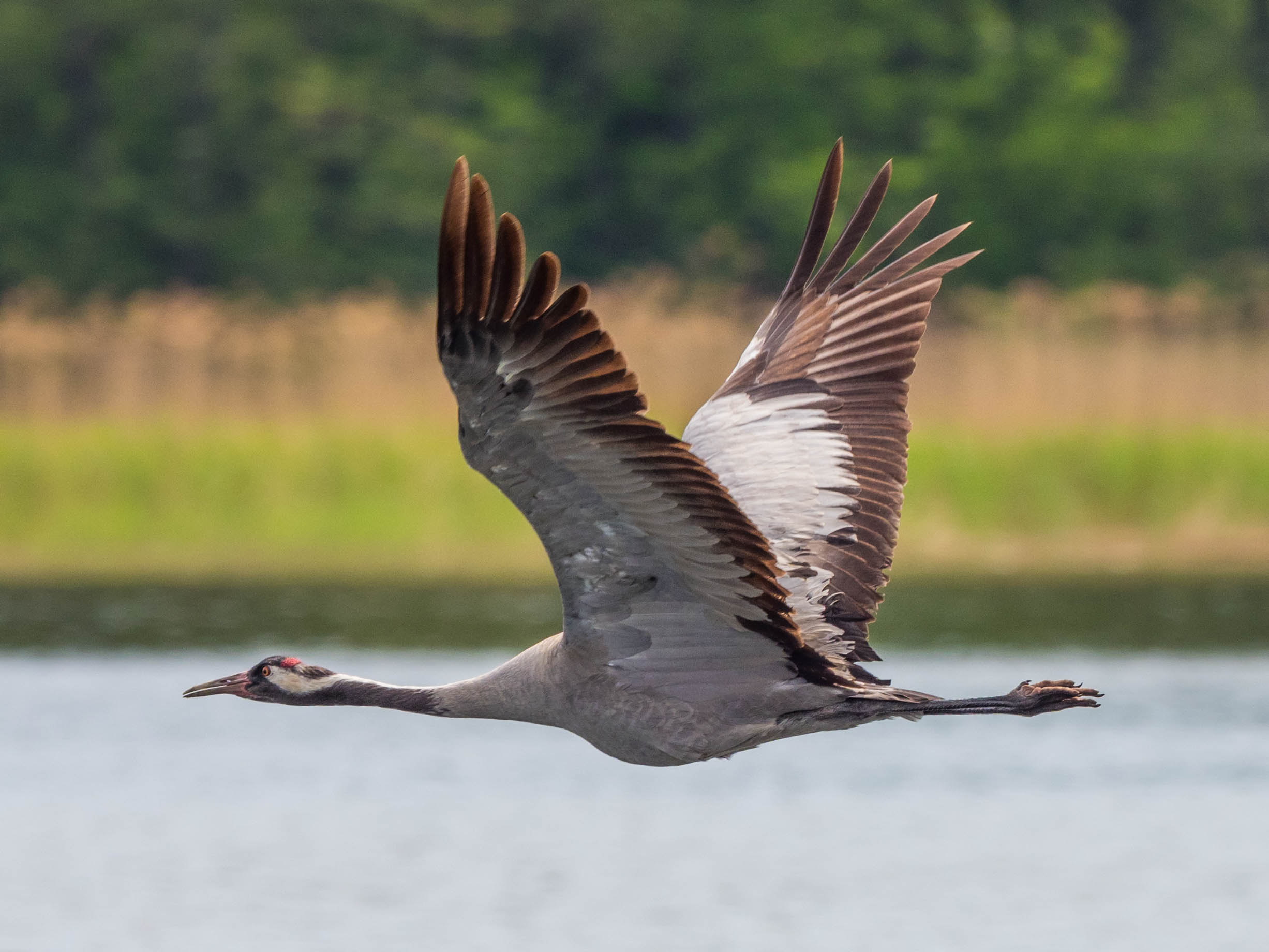
Flygande trana i juni.

Data från DNA-undersökningar visar att tranan är nära besläktad med trumpetartrana men även med munktrana, svarthalsad trana såväl som japansk trana.
Tranan brukade förr delas upp i de två underarterna G. g. grus och G. g. lilfordi (Sharpe 1894). Den senare ansågs vara en mindre och ljusare variant vars utbredningsområde fanns öster om Ural. Denna klassificering anses idag vara inkorrekt eftersom det inte förekommer någon distinkt skillnad mellan dessa populationer.
Vissa urskiljer numera underarten archboldi, beskriven så nyligen som 2008, för tranor som häckar i östra Turkiet och Kaukasus. Dessa saknar rött i nacken.
Här kan också tilläggas att Linné felaktigt kategoriserade tranan som en häger i släktet Ardea.

### Förekomst i Sverige

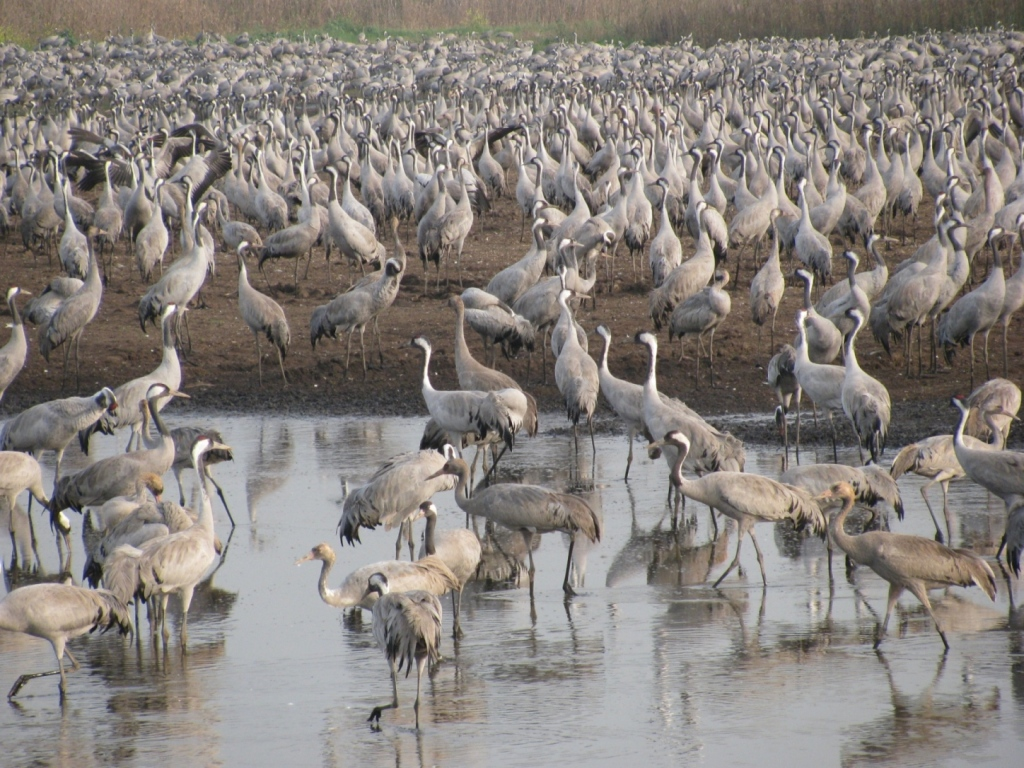
Tranor samlas ofta i stora flockar om vintern, som här i Israel. Senare under våren samlas de i tusentals vid specifika arenor, som Hornborgasjön i Sverige, där de parningsleker innan de i mindre grupper, eller parvis ger sig av till sina häckningsområden.

I Sverige häckar den mer eller mindre sparsamt i hela landet utom i fjällen, dock mer sällan utefter sydkusten och kring Göteborgstrakten. Den anländer i mars–april och flyttar i september–oktober. Tusentals tranor ses varje år vid Hornborgasjön som är en arena för tranornas parningsdans. Flertalet av paren drar sedan vidare norrut till sina häckningsområden.
Fåglar som häckar i södra Sverige övervintrar i regel i sydvästra Spanien (Extremadura), medan de som häckar längre norrut har sitt vinterkvarter i och runt Tunisien. Extremadura är numera Europas viktigaste övervintringsplats för tranor, och i regionen finns från slutet av oktober till och med februari varje år cirka 75 000 individer. De lever där bland annat på ekollon och restsäd som blivit kvar på fälten efter årets skörd. Migrationerna mellan vinter- och sommarkvarter tar cirka tre veckor.

## Ekologi

### Häckning

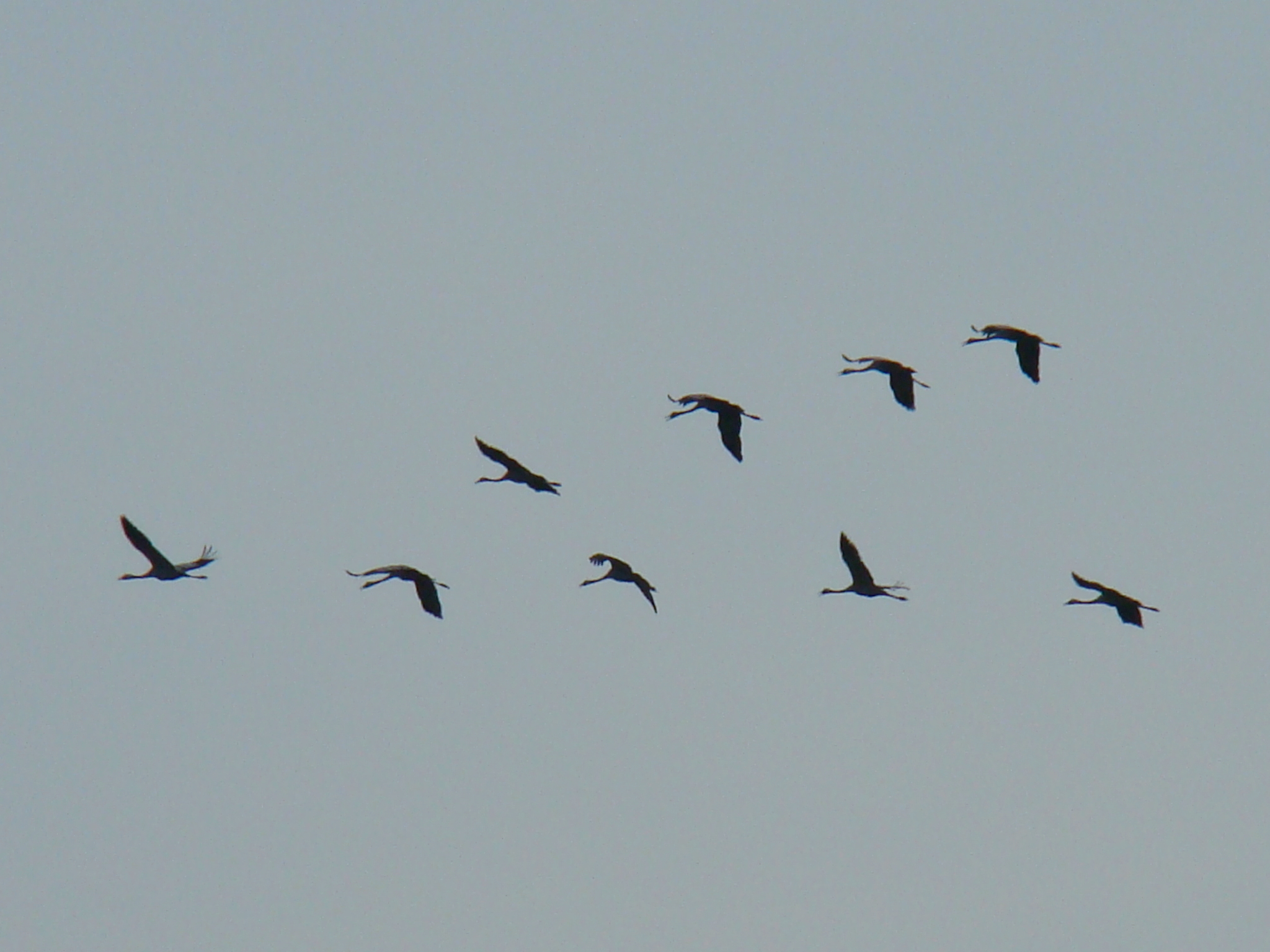
En flock flyttande tranor i typisk V-formation.

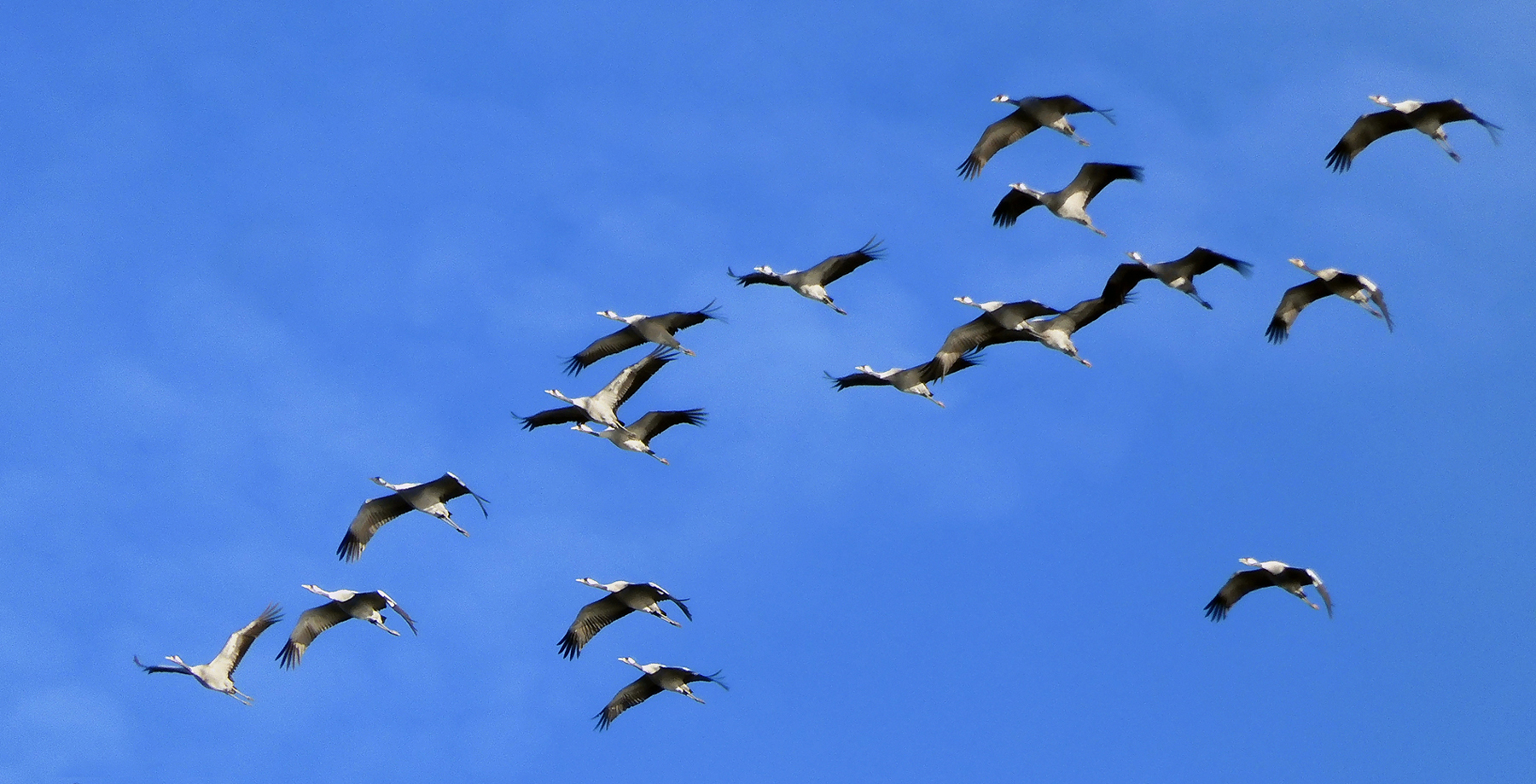
En liten flock tranor över Ystad 2023.

Vid häckningstid utför tranorna en spektakulär parningsdans på vissa utvalda arenor. Efter detta flyttar merparten norrut till häckningsplatsen som inte sällan ligger i öde trakter. Boet placeras direkt på marken och består av en bale med mossa och kvistar. Honan lägger i vanligaste fall två ägg, endast sällsynt ett eller tre, vilka ruvas i 27-31 dygn. Efter att äggen har kläckts tar båda föräldrar hand om ungarna i 65-70 dygn tills de kan flyga. Under häckningsperioden är tranan mycket vaksam och lättskrämd. Tranan lägger bara en kull om året.

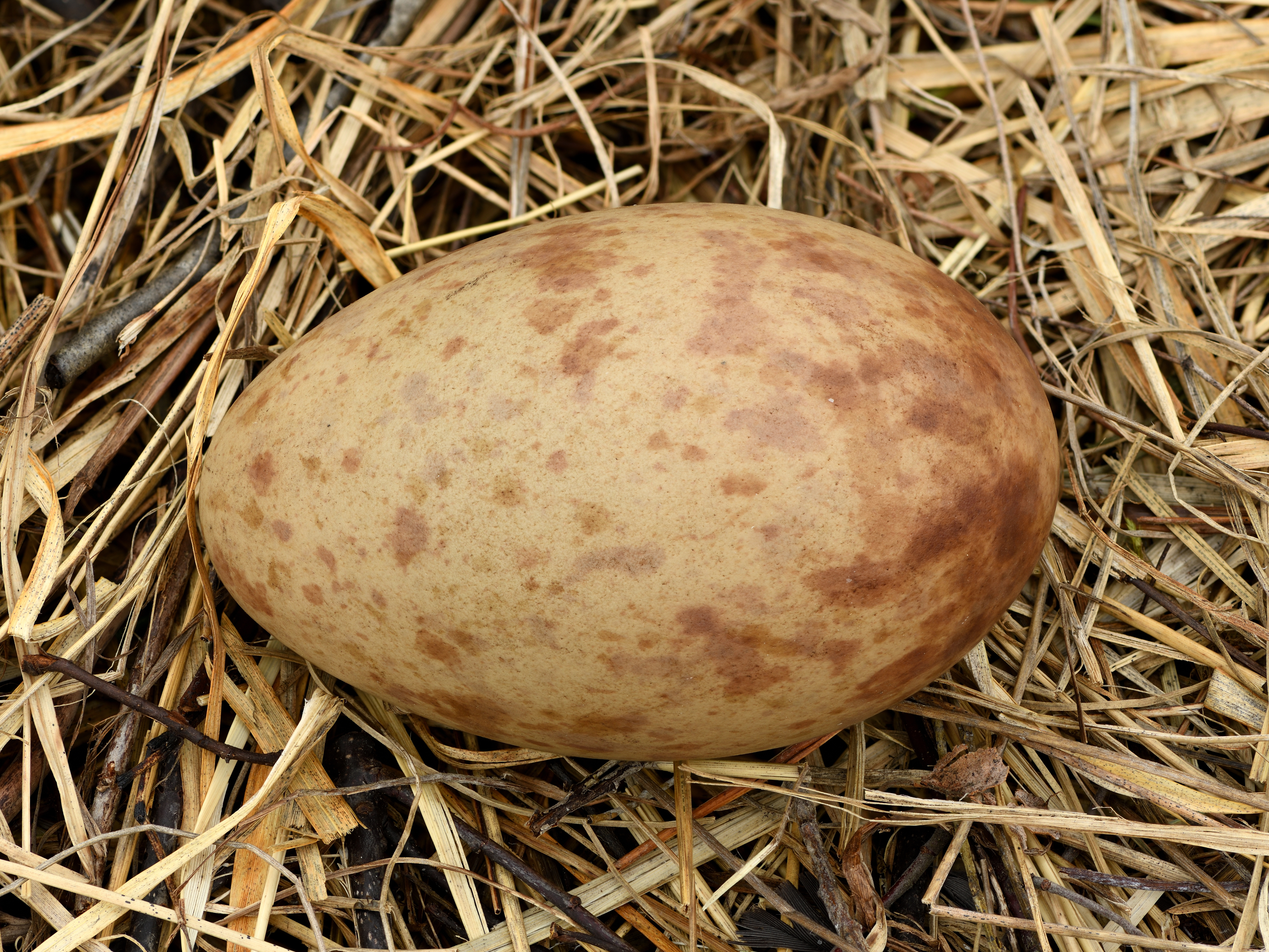
Ägg av trana.

### Ruggning
Tranan ruggar varje år. Detta sker direkt efter häckningen och den ruggar då sina vingfjädrar så fort att den blir flygoförmögen. Under denna period uppsöker de därför ett område med gott om föda och skydd mot predatorer. De tranor som inte häckat flyttar först till vinterkvarteren.

### Föda
Tranan är allätare. Vegetarisk föda dominerar, särskilt utanför häckningstiden. Under häckningstiden utgörs dock en viktig del av animalisk föda, som maskar, sniglar, insekter, grodor, ormar, ödlor, fisk och gnagare.

## Tranan och människan

### Status och hot
Arten häckar globalt över ett mycket stort område som uppskattas till 10 000 000 km² och man uppskattar den globala populationen till 270 000 individer. Historiskt sett har dess utbredningsområde i Väst- och Sydeuropa minskat kraftigt sedan medeltiden, främst på grund av utdikning av våtmarker. Exempel på länder där tranan tidigare häckat är Italien (till och med cirka 1880), Österrike (till och med cirka 1885) Ungern (till och med cirka 1952) och Grekland (till och med 1965)  Den har även försvunnit som häckfågel från Montenegro och Serbien.

#### Storbritannien
Tranan var en häckfågel i Storbritannien under medeltiden. Dock råder det viss förvirring då gråhägern på denna tid även kallades crane (eng. trana), men man tror att den lokalt utrotades kring början av 1600-talet. I början av 1980-talet häckade så det första tranparet i England i modern tid. Detta skedde i Norfolk Broads där det idag finns en liten lokal population.

#### Sverige
Tranan har ökat kraftigt i Sverige sedan mitten av 1990-talet, de senaste 30 åren med hela 150–250 %. 2005 uppskattades det svenska beståndet till 15 000–20 000 par i Sverige.

### Folklorism och mytologi

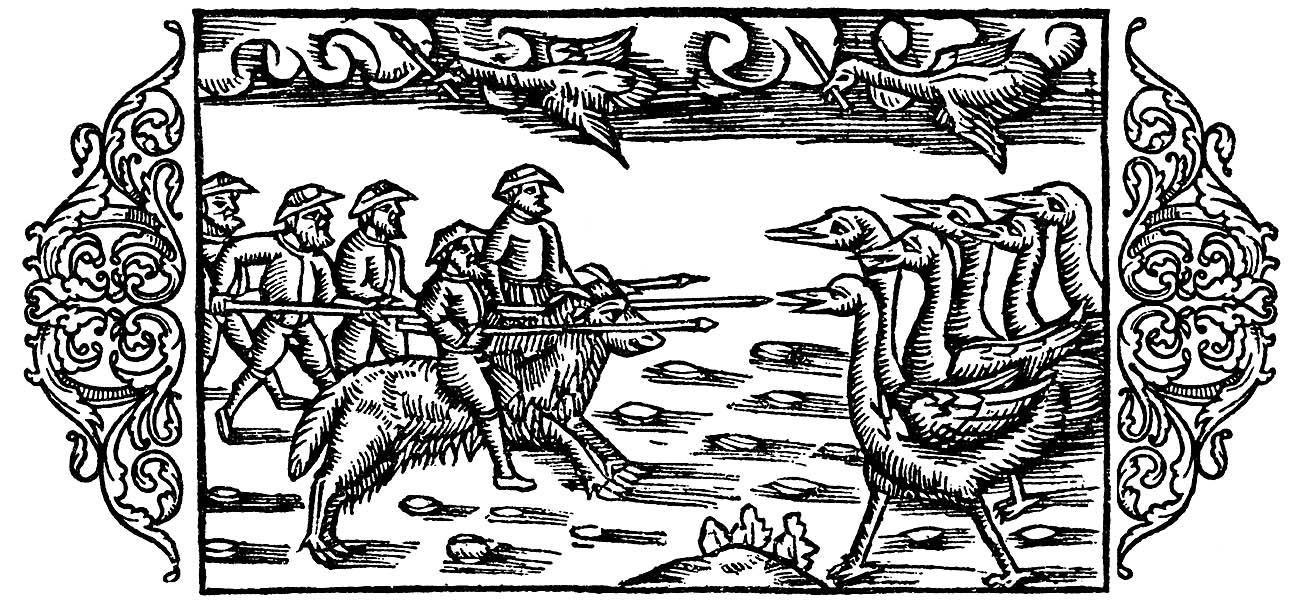
Tranor med ljus i näbben som flyger över pygmeer i strid med tranor. Illustration ur Olaus Magnus Historia om de nordiska folken från 1555. Mytens ursprung finns att läsa i Aristoteles Historia animalium.

Tranan är en stor fågel, med ett distinkt läte. Den anländer om våren, har ett spektakulärt spel och ansamlas på vissa platser i stora skaror. Allt detta har lett till att tranan har varit en uppmärksammad fågel och därför förekommer i många myter, folkloristiska berättelser och som symbol. Det går inte alltid att med säkerhet utröna om berättelser om tranor verkligen avhandlar denna art eftersom de har blandats samman med storkar, hägrar och andra arter av tranor.
Tranans cykliska flyttningsbeteende har observerats och tolkats i årtusenden. Aristoteles (384 - 322 f. Kr) skrev i sin bok Historia Animalium:
| ”                                  | Efter vårdagjämningen vända de av fruktan för värmen åter tillbaka. Vissa flyttar från platser i långt borta, medan andra sägs komma från världens slut, som är fallet med tranorna; som från de skytiska stäpperna flytta till sumpmarker söder om Egypten där Nilen har sitt flöde. Och för övrigt är det här som de sägs strida med pygméer, och denna berättelse är inte en fantasi, för det finns verkligen ett folk med dvärgar och deras hästar är också små, och dessa män lever i grottor under jord... ...Många flytta tidigare, andra senare; så komma vaktlarna före tranorna. | „ |
| – Artistoteles, Historia Animalium | |   |

En ofta upprepad myt, som bland annat beskrivs av Plinius den äldre, var att tranan var en pliktskyldig fågel. Den beskrivs likt en soldat. När flocken skulle sova så ställdes alltid en trana på vakt som fick hålla en sten. Om tranan somnade tappade den stenen och skulle på så sätt väcka sig själv. Denna myt motsägs av Aristoteles i hans Historia Animalium men istället menar han att fågeln inne i kroppen bär på en sten som ballast och om de spyr upp den så är det en sten som kan förvandla saker till guld, likt de vises sten.
Tranan har på många platser setts som ett viktigt vårtecken. Under antiken menade man att tranans trumpetande på våren var en signal till jordbrukarna att börja plöja åkrarna. I norra Europa har tranan setts som bringare av ljuset om våren. I Norden finns det många traditioner kring tranans ankomst bland annat att man inte längre fick tända ljus om kvällen och på vissa platser innebar den att man efter detta skulle få ett extra mål mat mellan middag och kvällsmat. På många platser firades på våren trandagen som också kallades ljusdagen och som på vissa håll sammanföll med vårfrudagen. Trandagen inträffade vid olika tidpunkter på olika platser, bland annat 15 mars i Danmark, vårdagjämningen 21 mars i Småland och 12 mars i Kumla i Västmanland. På vissa håll ansågs det viktigt att jaga barnen, och i vissa fall tjänstefolket, tidigt i säng denna tranedag medan det på andra håll istället var en festdag för barnen. På vissa håll klädde man ut sig till trana och lekte speciella lekar och en annan tradition var att skriva tranebrev till varandra som man lämnade i hemlighet. I Kalmartrakten firas tranedagen fortfarande den 25 mars varje år, då barnen får så kallat trangodis.
Även tranans flytt mot sina vinterkvarter om hösten uppmärksammades på vissa håll. På Öland kallades tranan för ”marknadsfågeln” eftersom den flyttade samtidigt som höstens frömarknad omkring den 15 september.
Den grekiska sagohjälten Palamedes sägs ha uppfunnit bokstaven "V" då han såg tranornas V-formade fylking om våren och sett detta som ett heligt tecken från gudarna. Utifrån denna myt ansågs det på många platser under antiken förbjudet att döda eller skada tranor som flög i V-formation.
I Kina har tranan beskrivits som prinsen av alla fåglar och är en symbol för långt liv och sägs också vara det djur som bär döda själar till himlen.
Tranan fungerade på många håll som ett varsel på hur bra skörden skulle bli; i Frankrike förebådade den fint väder om den flög högt och i Mecklenburg fanns ett talesätt som sa att när tranorna skriar om huset blir det snart bröllop.
Den antika grekiska trandansen Geranos som infördes i Aten av Theseus sedan han dödat Minotaurus i labyrinten på Kreta efterliknar labyrintens vindlingar. I Norden finns berättelser om att trollkunniga personer kunde förvandla sig till tranor, och att tranan även kunde vara hin ondes fågel och på magiska sätt hämnas oförrätter, varför fågeln inte fick skadas.

Bollnäs stadsvapen vilket föreställer en trana som håller en sten.

### Som symbol
Bilden av tranan förekommer på romerska gravar för att denna symbol kunde förebygga de onda ögats inverkan. I Kina har tranan traditionellt varit en vanlig fågelsymbol men eftersom det finns flera olika arter av trana i landet så kan det ofta vara omöjligt att avgöra vilken art som avhandlas. Tranan förekommer i en mängd olika heraldiska sammanhang som symbol för vaksamhet. Tranan avbildas då ofta hållande en sten i klon vilket härstammar från den mytologiska uppfattningen som beskrivs ovan. Tranan är Västergötlands landskapsdjur och landskapsfågel. Som vårtecken och bringare av ljus har tranan i Europa ofta avbildats med ett ljus i näbben. Exempelvis i Olaus Magnus verk Historia om de nordiska folken från 1555. I Ryssland har tranorna genom sången Zjuravli kommit att symbolisera de stupade i Stora fosterländska kriget.

### Namn
Trivialnamnet ”trana” tros vara ett ljudhärmande namn. En förklaring är att tranas läte "krroik" blev till fornsaxiskans krano, som på tyska blev kranich och på de nordiska språken blev till trana. Det äldsta belägget för namn i Sverige är från 1400-talet. Namnet "trana" har inget med tran att göra. Det finns få dialektala namn för tranan men i Bohuslän har den kallats blåfot.

### Som mat
Under antiken sades tranans kött vara bra för hälsan, och under medeltiden var dess kött en uppskattad och dyr delikatess. I Västergötland trodde man att vänstra sidan av tranan var ätbar medan den andra sidan smakade tran.